# Lilium bosniacum
Espèce
Synonymes
Lilium carniolicum subsp. bosniacum
Classification phylogénétique
Lilium bosniacum, le lys bosniaque (en bosnien, zlatni ljiljan, en français lys doré), est une espèce de plante herbacée de la famille des Liliaceae appartenant au genre Lilium endémique dans les montagnes des Balkans. 
Issu des armes du roi bosniaque  Stefan Tvrtko Ier de Bosnie (an 1353).

Drapeau de la Bosnie-Herzégovine entre 1992 et 1998.